# Forum Sarajevo
Forum Sarajevo (în sârbocroată Radna organizacija „Forum Sarajevo”, în sârbă Радна организација „Форум Сарајево”, lit. Organizația de muncă „Forum Sarajevo”) este un studio de film (întreprindere cinematografică socială) de distribuție a filmelor din Sarajevo. A fost lansat la începutul anilor 1980. Forum Sarajevo a fost fondat de Mirza Pašić (1930–2006). La mijlocul anilor 1980 a trecut la producția de lungmetraje.
Filmele Forum au primit o mulțime de premii în străinătate, ca de exemplu filmele lui Emir Kusturica Tata în călătorie de afaceri și Vremea țiganilor, care au câștigat Palme d'Or la Festivalul Internațional de Film de la Cannes.
Cu studioul au colaborat autori ca Nikola Stojanović, Zlatko Lavanić, Mirza Idrizović, Ratko Orozović sau Benjamin Filipović.

## Listă de filme
| An   | Film                          | Regizor                                | Gen                        | Note          |
| ---- | ----------------------------- | -------------------------------------- | -------------------------- | ------------- |
| 1981 | Berlin kaputt                 | Mića Milošević                         | dramatic, romantic, război | [ 7 ]         |
| 1981 | Laf u srcu                    | Mića Milošević                         | comedie                    | [ 8 ]         |
| 1985 | Tata în călătorie de afaceri  | Emir Kusturica                         | poveste inițiatică         |               |
| 1985 | Ada                           | Milutin Kosovac                        | dramatic                   |               |
| 1985 | Rebus                         | Nikola Stojanovic                      |                            | scurtmetraj   |
| 1986 | Lijepe zene prolaze kroz grad | Želimir Žilnik                         | științifico-fantastic      | [ 10 ] [ 11 ] |
| 1986 | Od zlata jabuka               | Nikola Stojanovic                      | dramatic                   | [ 12 ]        |
| 1987 | Zivot radnika                 | Miroslav Mandić                        | dramatic, de crimă         | [ 13 ]        |
| 1987 | Strategija svrake             | Zlatko Lavanić                         | comedie, dramatic          | [ 14 ]        |
| 1988 | Vremea țiganilor              | Emir Kusturica                         | dramatic                   |               |
| 1988 | Azra                          | Mirza Idrizović                        | tragedie, război           | [ 15 ] [ 16 ] |
| 1991 | Praznik u Sarajevu            | Benjamin Filipovic                     | dramatic                   | [ 17 ]        |
| 1991 | Moj brat Aleksa               | Aleksandar Jevdjevic, Srdjan Jevdjevic | dramatic                   | [ 18 ]        |
| 1991 | Bracna putovanja              | Ratko Orozovic                         | comedie                    | [ 19 ]        |
| 2003 | Remake                        | Dino Mustafić                          | război                     | [ 20 ] [ 21 ] |